# Phlaeobida hainanensis
Phlaeobida hainanensis är en insektsart som beskrevs av Bi, D. och Zhiqing Chen 1981. Phlaeobida hainanensis ingår i släktet Phlaeobida och familjen gräshoppor. Inga underarter finns listade i Catalogue of Life.